# Gaja-la-Selve
Gaja-la-Selve település Franciaországban, Aude megyében. Lakosainak száma 136 fő (2022. január 1.). Gaja-la-Selve Cahuzac, Cazalrenoux, Generville, Lafage, Mayreville, Pech-Luna, Ribouisse és Saint-Amans községekkel határos.

## Népesség
A település népessége az elmúlt években az alábbi módon változott:
| Lakosok száma | 127  | 129  | 133  | 160  | 140  | 145  | 143  | 138  | 137  | 136  |
|               | 1968 | 1982 | 1990 | 2006 | 2013 | 2015 | 2017 | 2019 | 2020 | 2022 |